# Cristóbal Colón (Ocosingo)
Cristóbal Colón es una localidad del estado mexicano de Chiapas. Es parte del municipio de Ocosingo.

## Toponimia
El nombre de la localidad rinde homenaje a Cristóbal Colón, navegante responsable del descubrimiento de América.

## Demografía
| Gráfica de evolución demográfica |
|                                  |

| Censo | Población |
| ----- | --------- |
| 1990  | 793       |
| 2000  | 1 365     |
| 2010  | 1 623     |
| 2020  | 1 254     |